# Pontogeneia codiicola
Pontogeneia codiicola är en svampart som först beskrevs av Dowson, och fick sitt nu gällande namn av Kohlm. & E. Kohlm. 1979. Pontogeneia codiicola ingår i släktet Pontogeneia, divisionen sporsäcksvampar och riket svampar.   Inga underarter finns listade i Catalogue of Life.